# Virgilio Felice Levratto
Virgilio Felice Levratto (* 26. Oktober 1904 in Carcare; † 18. September 1968 in Genua) war ein italienischer Fußballspieler und -trainer.

## Karriere

### Vereinsspieler
Levratto spielte in seiner Jugend beim FC Vado. Mit diesem Verein gewann er im Herrenbereich 1922 die erstmals ausgetragene Coppa Italia. Im Finale gegen Udinese Calcio erzielte er den Siegtreffer kurz vor Ende der Verlängerung. 
1924 verließ Levratto seinen Stammverein und wechselte zu Hellas Verona. Nach nur einer Spielzeit schloss er sich dem CFC Genua an, wo er bis 1932 spielte. In der Folge spielte er für Ambrosiana-Inter (1932–1934) und Lazio Rom (1934–1936). Von 1936 bis 1941 lief Levratto in der Serie C für die AC Savona und die AC Stabia auf, bevor er 1942 seine aktive Laufbahn bei der US Cavese in der Serie D ausklingen ließ.

### Nationalmannschaft
Levratto bestritt 28 Spiele für die Squadra Azzurra, in denen er elf Tore erzielte. Bei den Olympischen Sommerspielen 1924 in Paris und 1928 in Amsterdam stand er im italienischen Aufgebot von Vittorio Pozzo bzw. Augusto Rangone und kam in beiden Turnieren zum Einsatz. Bei den Spielen in Amsterdam trug er mit vier Treffern im Laufe des Turniers zum Gewinn der Bronzemedaille bei.

### Trainer
Nachdem er bereits bei Savona und Stabia als Spielertrainer tätig gewesen war, trainierte Virgilio Felice Levratto nach seiner Spielerkarriere eine Vielzahl meist unterklassiger Vereine. Den größten Erfolg feierte er 1956 als Assistent von Fulvio Bernardini bei der AC Florenz mit dem Gewinn des Scudetto.

## Erfolge
- Italienischer Pokalsieger: 1922
- Olympische Bronzemedaille: 1928
- Italienischer Meister: 1955/56 (als Co-Trainer)